# Младен Петрић
Младен Петрић (Дубраве, код Брчког, 1. јануар 1981) бивши је хрватски фудбалер.
Младен Петрић се родио у Дубравама, али је у власништву двојног држављанства, Хрватске и Швајцарске. Одрастао је у швајцарском Нојенхофу.

## Каријера
Након одрађеног јуниорског стажа у локалном нижелигашу ФК Неојенхофу, Петрић је сениорску каријеру започео као 17-годишњак у швајцарском друголигашу ФК Бадену, одатле је 1999. године прешао у прволигаш Грасхоперс Цирих, где је провео укупно пет сезона од којих се у четири редовно појављивао у почетној постави. У 1. швајцарској лиги за клуб из Цириха је наступио укупно 114 пута и постигао је 30 голова пре него што је у лето 2004. за суму од 3 милиона евра прешао у ФК Базел. Тамо игра редовно и постао је важни део екипе. За Базел је Петрић у 1. швајцарској лиги досад играо 71 пута и постигао 39 голова, а с клубом је наступио и у 20 утакмица Купа УЕФЕ у којима је постигао пет голова. Петрићу се вредност процењује на око 2,6 милиона евра.
За репрезентацију Хрватске Петрић је по први пут наступио у новембру 2001. у пријатељској утакмици Хрватске против Јужне Кореје, али је он тек у лето 2006, после добрих резултата у дресу Базела, постао стандардни играч Хрватске.
23. новембра 2005. на утакмици са француским Нансијем у Купу УЕФЕ у 91. минути код резултата од 2:2, Петрић је био стављен на гол Базела да замени голмана (Голман Базела је после другог жутог картона морао да оде са терена). Иако нападач, Младен је изврсно реаговао и одбраном пенала спасао је своју екипу од пораза.
Петрић је у сезони 2007/08. прешао у немачку Борусију Дортмунд.